# Jean-Jacques Guyon
Jean-Jacques Guyon (París, 1 de diciembre de 1932-Fontainebleau, 20 de diciembre de 2017) fue un jinete francés que compitió en la modalidad de concurso completo.
Participó en los Juegos Olímpicos de México 1968, obteniendo una medalla de oro en la prueba individual. Ganó una medalla de bronce en el Campeonato Europeo de Concurso Completo de 1967.

## Palmarés internacional
| Juegos Olímpicos   | Juegos Olímpicos          | Juegos Olímpicos  | Juegos Olímpicos |
| Año                | Lugar                     | Medalla           | Categoría        |
| ------------------ | ------------------------- | ----------------- | ---------------- |
| 1968               | Ciudad de México (México) | Medalla de oro    | Individual       |
| Campeonato Europeo |                           |                   |                  |
| Año                | Lugar                     | Medalla           | Categoría        |
| 1967               | Punchestown (Irlanda)     | Medalla de bronce | Por equipos      |